# La cruz de zacate
La Cruz de Zacate, es un follaje de zacate silvestre, que crece en forma de cruz, sin importar el tiempo en años, o las condiciones a su alrededor,que ha permanecido por más de 400 años, la cual está localizada en la ciudad de Tepic Nayarit, desde el año 1619, hasta la actualidad. Para conmemorar su aparición y cuidar su permanencia, se construyó un templo y convento anexo (21°29′55″N 104°53′52″O / 21.4986735, -104.8977972), mismos que siguen operando.

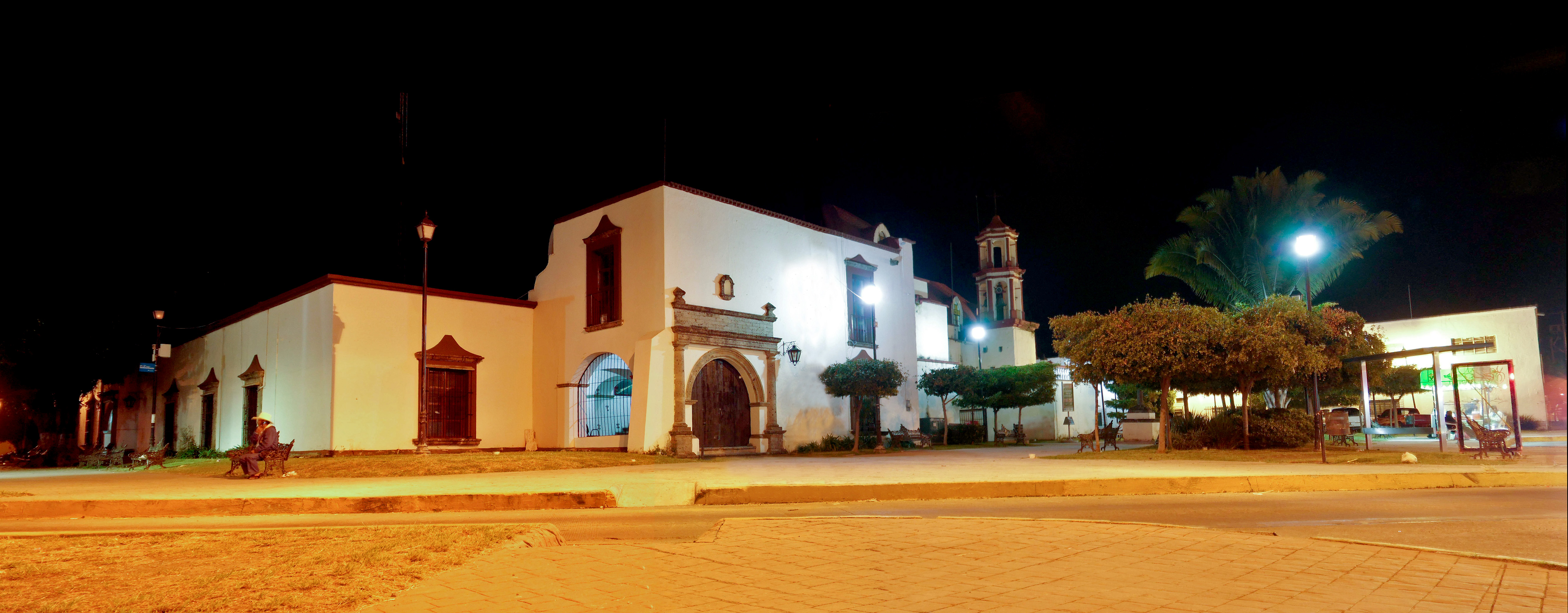
Ex-convento y Templo de la Cruz de Zacate en Tepic Nayarit

## Historia
En 1619, cuando Tepic era un pueblo en el cual residían 56 habitantes, de los cuales 16 eran españoles y nativos de la zona, un arriero que transportaba sal, de la jurisdicción de San Juan Bautista del pueblo que actualmente se denomina Xalisco, que transitaban de un lugar a otro, se dio cuenta de que las bestias, caminaban de manera extraña dándole la vuelta a hierba que crecía en el suelo. Acercándose para averiguar por qué sucedía ante tal evento, se percató e identificó, que había un follaje distinto al resto, cuya formación era exactamente en forma de cruz. Después de varias ocasiones de transitar por ahí, comunicó a sus autoridades eclesiales tal suceso, confirmando los religiosos la afirmación.El sacerdote y cronista Domingo Lázaro de Arregui lo describió en 1621 de la siguiente manera:
...entre el pueblo de Tepic y  Xalisco, como dos o tres tiros de arcabuz hacia la serranía que llaman Xalisco (cerro de San Juan), el año de mil seiscientos diez y nueve, andando un mozo arreando una bestias se le pasó la yegua en que iba corriendo y no quiso pasar, y reparando él después de haberla dado de las espuelas y hecho otras diligencias para que pasase, vio en el suelo una señal de una cruz en esta manera, que un pedacillo del campo como de diez o doce varas de ámbito en la tierra, estando algo más esponjadita se levantaba más que lo a ella vecino, había diferencia en la yerba a los demás de aquellos campos, porque siendo ella toda muy alta y espesa, esta era menuda, corta y clarisespesa, y crespa, y divisa en cuatro ángulos por dos vereditas muy limpias que hacían una cruz muy proporciona de casi tres varas cada vereda de largo y de más de una vara de ancho; y en lo que parecía la cabeza de la cruz hacía más ancha vereda, ni más ni menos como el letrero que se pone sobre las cruces...
La noticia cundió entre vecinos y parientes, mismos que pasaron a cortar parte del follaje para hacerse bebidas, esperando obtener alivio y curaciones a sus enfermedades, y tierra del lugar, que utilizaban como ungüento para obtener tales efectos. Al darse cuenta de que habían sanado afirmaron que la Santa Cruz era una manifestación divina, entonces “aquél piadoso vecindario construyó una ramada provisional y se cercó la milagrosa señal, celebrándose una misa como acción de gracias”.

## La cruz
La cruz está perfectamente formada por hierba alta, gruesa, con los perfiles rectos bien delineados de unos 20 centímetros de altura por 1.5 metros de grueso en el cuerpo de la cruz, y de unos 6 metros de larga por 3 metros de ancha. Alrededor, no crece hierba. Hay que mencionar que el zacate que forma una cruz, no requiere de cuidados especiales, pues no es cultivado, no es regado, no es recortado en su forma, ni en tiempos de aguas ni en tiempos de secas, ni ante heladas en tiempo de frío y en caso de marchitarse siempre reverdece con la misma forma, convirtiéndose en símbolo de esperanza para la comunidad y una prueba más de la sencillez y presencia de Dios ante los creyentes.
La cruz ha sido destruida en tiempos de anti catolicismo en México y persecución religiosa, por el coronel Antonio Rojas, sin embargo, hasta la cruz de zacate resurgió, reafirmando su naturaleza sobrenatural, permaneciendo hasta ahora.  El sitio es motivo de culto religioso por los fieles católicos principalmente en 1839, tiempos de influenza, en 1898 ante fuerte ola de paludismo. Ha sido protegida por muros y una valla de hierro donde se aprecian varios votos de los milagros obtenidos y atribuidos a la cruz sagrada de zacate. La cruz puede ser visitada por fieles y turistas curiosos, mismos que han dejado sus testimonios con monedas y escritos sobre su experiencia y agradecimiento por los milagros concedidos por la Santa Cruz.

El jesuita y misionero Segismundo Taraval escribió al respecto: 
“la materia de esta santa cruz no es una sola, sino tres totalmente diversas, una cruz es de tierra, otra es de hierba y otra de flores”, que en cualquier estación del año se mantienen vivas como si siempre fuese primavera".

## Reconocimiento

#### Convento.
Alonso Fernández de la Torre y Guimarães, portugués de origen y vecino de Tepic, mandó construir una ermita barroca. En 1694, los frailes católicos franciscanos que moraban en el convento de San Juan Bautista en el pueblo de Xalisco, ante la historia, decidieron construir un santuario anexo a la cruz de Zacate, formado de un convento religioso, mismo que terminaron en 1784 y funcionó como tal por varias décadas, los cuales se conserva hasta hoy, fortaleciendo la importancia espiritual del sitio, que pasó a ser sagrado. El convento, posteriormente funcionó como hospital extensión del Hospital Militar de Guadalajara, por el general Manuel González, siendo operado por los médicos Vicente Ochoa, Benito Nicochea y Francisco Trillones, y dos enfermeras y dos camilleros. El convento un tiempo también fue ocupado por militares. El inmueble fue expropiado por el gobierno federal, y alberga oficinas del Gobierno del Estado de Nayarit.

#### Templo.
En 1777, los hermanos José, Agustín y Bernardo de Acevedo, que eran ricos comerciantes de Tepic, se encargaron de construir el templo con las dimensiones que hasta hoy tiene.
El conjunto de ambos inmuebles, es el monumento histórico de mayor antigüedad en la ciudad, ubicado en una de las calles principales y céntricas de Tepic.